# میروسلاو هولنیاک
میروسلاو هولنیاک (چکی: Miroslav Holeňák؛ زادهٔ ۱۰ فوریهٔ ۱۹۷۶) بازیکن فوتبال اهل جمهوری چک بود.
از باشگاه‌هایی که در آن بازی کرده‌است می‌توان به باشگاه فوتبال اسلاویا پراگ، باشگاه فوتبال فاستاو زلین، و باشگاه فوتبال اسلوان لیبرتس اشاره کرد.
وی همچنین در تیم‌های ملی فوتبال زیر ۲۱ سال جمهوری چک و جمهوری چک بازی کرده‌است.